# 西尾まり
西尾 まり（にしお まり、1974年4月2日 - ）は、日本の女優。本名：北澤 麻里。
東京都出身。亜細亜大学経営学部卒業。シス・カンパニー所属。血液型はA型。趣味は登山。

## 来歴
1979年、『草燃える』にて本名で子役デビュー。
1985年の『うちの子にかぎって…』と1987年の『パパはニュースキャスター』への出演で鈴木美恵らとともに名子役として知られた。
2005年、一般男性と結婚。
2007年、長男を出産。
2022年3月21日、横浜市の関内ホールで公開セミナー第51回名作の舞台裏『パパはニュースキャスター』にゲストとして出演。出演当時のエピソードを話している。

## 人物
中学校1年時から雑種の雄猫を飼っている。雌犬も飼っている。

### 交友関係
ともさかりえとは親交があり、第一子の妊娠の際には、ともさかのブログに妊婦姿が掲載された(参照)。

## 出演

### テレビドラマ

#### NHK
- 大河ドラマ
  - 草燃える（1979年） - 大姫
  - おんな太閤記（1981年） - 初
- 松本清張シリーズ・天才画の女（1980年） - 降田良子（少女時代）
- 連続テレビ小説
  - すずらん（1999年） - 畑野真理
  - とと姉ちゃん（2016年） - 工藤せつ
- 一絃の琴（2000年） - 女中・美代
- 夢みる葡萄〜本を読む女〜（2003年） - 三国谷房子
- 女将になります!（2003年） - 北村宏子
- 御宿かわせみ（2005年） - おみや
- 人生はフルコース（2006年） - 生田亜樹の義姉
- 慶次郎縁側日記（2006年11月） -
- クラシックミステリー 名曲探偵アマデウス（2008年） - 曽名田ひかる
- わたしが子どもだったころ（2008年） - ナレーション
- 陽炎の辻〜居眠り磐音 江戸双紙〜（2008 - 2009年） - 勢津
- 天使のわけまえ（2010年） - 浅田さん
- ラストマネー -愛の値段- 第3回「外れない宝くじ」（2011年9月27日） - 山本頼子
- つるかめ助産院〜南の島から〜（2012年8月28日 - 10月16日） - 丘ッチ
- 人生は“サイテーおやじ”から教わった〜漫画家・西原理恵子〜（2013年2月10日、NHK BSプレミアム） - 西原淑子（西原理恵子の母）
- 小暮写眞館 第1回「幽霊が出る写真館」（2013年3月31年、NHK BSプレミアム） - 半田みつ子
- 珈琲屋の人々 第2回「ひとりじゃない」（2014年4月13日、NHK BSプレミアム） - 塚本千津子
- ランチのアッコちゃん（2015年） - 二階堂早苗
- ぼんくら2（2015年10月22日 - 12月3日） - お六
- 逃げる女（2016年） - 宮尾華江
- PTAグランパ! - 池谷邦子
  - PTAグランパ!（2017年4月2日 - 5月21日）
  - PTAグランパ2!（2018年4月8日 - 5月27日）
- 全力失踪（2017年9月3日 - 10月22日） - 木下えり子
  - 大全力失踪（2019年4月7日 - 28日）
- 赤ひげ4 第7回「ちゃんの涙」（2022年12月16日、NHK BSプレミアム） - お直
- コトコト〜おいしい心と出会う旅〜 新潟編（2024年12月14日、NHK BSプレミアム4K / 2024年12月15日、NHK BS）

#### 日本テレビ
- 熱中時代 第2シリーズ 第21回 「夫婦ゲンカと熱中先生」（1980年11月29日） - マリ
- 太陽にほえろ! 第464回「我がいとしき子よ」（1981年） - 北原鈴子
- なぜか、ドラキュラ（1984年 - 1985年）
- 妻たちの課外授業（1985年） - 紺野美由紀
- 禁断の果実（1994年7月6日 - 9月28日） - 松本舞
- 女医（1999年） - 永瀬峰子
- 別れさせ屋 第2話「愛人3人 修羅場の失楽園工作」（2001年1月15日） - アヒル
- ビューティ7 第2話「10歳若返る秘訣」（2001年7月11日） - 柏木美由紀
- サイコドクター（2002年） - 小林陽子
- ウーマンズ・アイランド〜彼女たちの選択〜（2006年）
- 名探偵コナン（2007年） - 寿美々
- OLにっぽん（2008年） - 菊池妙子
- キイナ〜不可能犯罪捜査官〜 第5話「病院の幽霊」（2009年2月18日） - 看護師
- ギネ 産婦人科の女たち（2009年10月14日 - 12月9日） - 佐藤美保子
- ドン★キホーテ - 松浦怜子
  - 第5話「赤ちゃん危機一髪」（2011年8月6日）
  - 第6話「カメラマン初体験」（2011年8月13日）
- 明日、ママがいない 第三話「ウサギの赤い涙。親のいる子も寂しい？」（2014年1月29日） - オツボネの母 役
- セーラー服と宇宙人（エイリアン）〜地球に残った最後の11人〜（2014年6月26日 - 8月21日） - 大垣聖子
- 視覚探偵 日暮旅人（2017年） - 山田一恵
- 過保護のカホコ（2017年） - 富田節
- 奥様は、取り扱い注意 - 園田小雪
  - 第4話「読書会」（2017年10月25日）
  - 第7話「お茶会」（2017年11月15日）
  - 第8話「ホームパーティー」（2017年11月22日）
  - 第9話「最後のランチ会」（2017年11月29日）
  - 最終話「マイ・スウィート・ホーム」（2017年12月6日）
- 崖っぷちホテル!（2018年4月15日 - 6月17日） - 吉村尚美
- 同期のサクラ 第4話「4年目の挫折に負ける奴は、会社も辞めて一生引きこもってろ」（2019年10月30日） - 土井かおり
- 天国からのラブソング（2020年3月15日、福岡放送 / 2020年3月20日、BS日テレ） - 光井伊都子
- ハケンの品格 第2シリーズ 第6話「社長も期待! AI導入でムダ徹底排除 天気予報で弁当数当て対決」（2020年7月22日） - 隅田由美
- 火曜サスペンス劇場
  - 盲人探偵・松永礼太郎9「時効」（1997年11月4日） - 遠山良子
  - だます女だまされる女5（2003年2月25日） - 長瀬史子

#### TBS
- 噂の刑事トミーとマツ 第1シリーズ
  - 第14話「愛の酔拳 オソ松失恋の恐怖」（1980年） - 次郎の娘・よしえ
  - 第63話「悪党め! ちん兵器で御用だ!!」（1981年） - 由美子（子供時代）
- 秘密のデカちゃん（1981年） - 日暮祥子（子供時代回想）
- 女7人あつまれば（1982 - 1983年） - 鹿子木志乃
- 子供が見てるでしょ!（1985年） - 前原いづみ
- うちの子にかぎって…2（1985年） - 諏訪いづみ
- パパはニュースキャスター（1987年） - 西尾愛（めぐみ）
  - パパはニュースキャスタースペシャル 摩天楼はバラ色に（1987年10月7日）
  - パパはニュースキャスター・お正月スペシャル（1989年1月2日）
  - パパはニュースキャスター・帰ってきた鏡竜太郎スペシャル （1994年9月30日）
- 若奥さまは腕まくり!（1988年） - 広瀬麻里
- 誘惑（1990年） - 藤家叶美
- 東京エレベーターガール（1992年）
- 徹底的に愛は…（1993年） - 安達律子
- 家族A（1994年） - 佐山咲子
- 夏!デパート物語（1995年） - 井上梢
- キャンパスノート（1996年） - 西村弥生
- 最後の恋（1997年） - 西田幸子
- ケイゾク（1999年） - 大沢麻衣子
- はなまるマーケット殺人事件（2000年） - 山田涼子
- こちら本池上署（2002年） - 戸沢美佐枝
- ことぶきウォーズ（2004年） - 春野真理
- 涙そうそう この愛に生きて（2005年）
- そうか、もう君はいないのか（2009年） - 酒井麻里子
- スマイル (テレビドラマ)（2009年） - 里菜の母
- ハンチョウ〜神南署安積班〜（2009年） - 金丸美和
- とんび（2013年） - 原先生
- 確証〜警視庁捜査3課（2013年4月15日 - 6月24日） - 牧村シズ
- 最強のオンナ（2014年10月5日） - 紗知の母
- まっしろ（2015年1月13日 - 3月17日） - 保坂とし恵
- 義母と娘のブルース - 今井園子
  - 第3話「夫が私に解雇通告!? これが私の生きる道…PTAを全面廃止へ」（2018年7月24日）
  - 第4話「私達は契約結婚か!? 最愛の娘と夏の奇跡…夫が決めた愛の形!」（2018年7月31日）
  - 第6話「さらば愛しき人よ! 最期に届く奇跡とは!? 私、背中で魅せます」（2018年8月14日）
  - 第9話「大決断な愛の告白!! 私の愛の最終選択か!? 二人で歩んだ9年間」（2018年9月11日）
- Heaven? 〜ご苦楽レストラン〜 - 岡村かずこ
  - 第9話「オーナー引退!? 最終決戦の幕開け! まさかの旅立ち」（2019年9月3日）
  - 最終話「さよなら! ロワン・ディシー」（2019年9月10日）
- 4分間のマリーゴールド（2019年10月11日 - 12月13日） - 高木静香
- まとわりつくオンナ - 五つの地獄編 第5話「君といきたい」（2020年3月5日）
- 危険なビーナス 第8話「実父の死因」（2020年11月29日） - 仁村香奈子
- 婚姻届に判を捺しただけですが - 丸園ふみ
  - 第4話「私、偽装夫と友達になります!」（2021年11月9日）
  - 第6話「友情のキスしていいですか?」（2021年11月23日）
  - 第9話「傷ついても、あなたをラブです!」（2021年12月14日）
  - 最終話「ずっと一緒にいたいです!」（2021年12月21日）
- 月曜ドラマスペシャル→月曜ミステリー劇場→月曜ゴールデン→月曜名作劇場
  - 自主退学（1990年4月23日） - 西田かおり
  - 代議士秘書の犯罪（1990年10月29日）
  - 妻よ、命あるかぎり（1991年1月21日） - 宮沢麻由
  - 不連続爆破事件（1991年5月13日）
  - 保険調査員 しがらみ太郎の事件簿3「讃岐殺人事件」（1997年4月28日） - 金子美登里
  - 演歌・唱太郎の人情事件日誌III（1997年7月21日） - 君原理恵
  - 監察医・薮野善次郎7（1999年4月26日） - 寺山梢
  - 金田一耕助の傑作推理「白蝋の死美人」（2004年4月26日） - 伊澤早苗
  - 占い師みすず 事件は運命の彼方に1（2006年6月5日） - 植松ゆかり
  - 世直し公務員ザ・公証人7（2008年4月28日） - 鈴木映子
  - 自治会長 糸井緋芽子 社宅の事件簿9（2009年2月16日） - 櫻井雪乃
  - 緑川警部 VS 16時02分の路線バス（2010年7月26日） - 神崎聡子
  - ヤメ判 新堂謙介 殺しの事件簿3（2014年5月26日） - 梅沢仁美
  - オバチャン保険調査員 赤宮楓のマル秘事件簿（2017年8月21日） - 篠野みさえ

#### フジテレビ
- 江戸の激斗 第1話「壮絶! 遊撃隊」（1979年）
- 大空港 第50話「ギャング対特捜部 現金輸送車ジャック!」（1979年） - 野口みき
- 土曜ナナハン学園危機一髪（1980年）
- 同心暁蘭之介（1982年）
- 最高の片思い（1995年） - 立川佳子
- ハートにS（1995年）
- ナースのお仕事（1996年） - 北野みどり
- お仕事です!（1998年）
- 怪談百物語（2002年） - 欅
- 春ランマン（2002年） - 浅田くるみ
- 演技者。（2003年） - 山田千枝子
- 女の一代記（2005年） - 女学校の先生
- 日本の歴史 (テレビ番組)（2005年） - 坂本乙女
- 33分探偵（2009年） - 三崎里美
- 結婚しない（2012年） - 美加子
- 抱きしめたい! Forever（2013年） - 雫石奈緒
- リスクの神様（2015年） - 有田水江
- モンタージュ 三億円事件奇譚（2016年） - 小田切葉子
- SUITS/スーツ (日本のテレビドラマ) Season2（2020年） - 宮原啓子
- 青のSP―学校内警察・嶋田隆平― 第9話「子供を縛る毒親ぶった斬り! 真相に迫る最終章へ」（2021年3月9日、関西テレビ） - 井上弥生
- イチケイのカラス 第2話「幼きわが子を虐待! SNSで人気の母親に下す判決!」（2021年4月12日） - 土屋里美
- 全っっっっっ然知らない街を歩いてみたものの Season2 第3話「堀切」（2022年3月20日）[4]
- スタンドUPスタート - 奥田
  - 第5話「俺達は錆びた部品じゃない! 心動かす地方創生」（2023年2月15日）
  - 第6話「失敗を恐れるな! 倒産危機と地元を救う挑戦!」（2023年2月22日）
- あたりのキッチン!（2023年10月14日 - 12月23日、東海テレビ） - 中江朋子
- 金曜エンタテイメント→金曜プレステージ
  - 浅見光彦シリーズ - 吉田須美子
    - 浅見光彦シリーズ1「伊香保殺人事件」（1995年12月8日）
    - 浅見光彦シリーズ2「横浜殺人事件」（1996年5月17日）
    - 浅見光彦シリーズ3「唐津佐用姫伝説殺人事件」（1996年11月22日）

  - 美人記者香坂冬子の名推理 山形-高知 殺意の二重奏（1997年8月15日） - 相沢マリ子
  - 赤い霊柩車シリーズ
    - 赤い霊柩車9「大江山鬼伝説殺人事件」（1998年10月2日） - 鈴木麻美
    - 赤い霊柩車31「追憶の彼岸花」（2013年4月19日） - 岡田千鶴

  - 宝石調査員 九条薫 備前〜倉敷・サファイア連続殺人事件（2000年6月9日） - 大庭孝子
  - 地獄の花嫁2（2001年） - 小林亜美
  - 医局派遣医 藪仁平（2003年4月18日） - 花木五月
  - 坊ちゃん教授の事件簿3「岩手花巻・銀河牧場殺人事件」（2003年10月24日） - 桜木紫雨子
  - ドクター小石の事件カルテ - 新山さゆり
    - ドクター小石の事件カルテ1「血痕」（2004年10月22日）
    - ドクター小石の事件カルテ2「検死」（2006年8月4日）
    - ドクター小石の事件カルテ3「毒薬」（2006年12月1日）
    - ドクター小石の事件カルテ4「劇薬」（2008年2月22日）
    - ドクター小石の事件カルテ5「毒炎」（2009年4月17日）

  - 目線（2010年） - 野村清美
  - 破婚の条件（2011年） - 佐々木恵
  - 十津川刑事の肖像7（2013年） - 刈谷早苗
  - コード・ブルー -もう一つの日常-（2018年） - 江藤美代子

#### テレビ朝日
- 外科医柊又三郎（1996年）
- はみだし刑事情熱系
  - PART1 第3話「殺人犯は花嫁の父」（1996年10月30日） - 原口梓
  - PART4 第21話「ネット殺人を暴け!! 真実と嘘のセクハラ」（2000年3月8日） - 川原千鶴
  - PART6 第4話「爆走！追跡リベンジ 元妻の再婚宣言…!?」（2001年10月24日） - 石本あかり
- せつない（1998年）
- 暴れん坊将軍シリーズ
  - 暴れん坊将軍IX 第15話「潜入! 吉宗の生母 小石川養生所の謎」（1999年） - おふさ
  - 暴れん坊将軍X 第5話「埋蔵金に踊らされた夫婦! 甲府勤めの甘い罠」（2000年） - 千世
- オヤジ探偵（2002年） - 舟和洋子
- おみやさん
  - 第7話「時効直前 夜の祇園に消えた謎の女」（2002年7月4日） - 細川英恵
  - 最終話「京都祇園〜丹後天橋立を結ぶ殺人連鎖!!」（2006年12月14日） - 田畑翔子
- 安楽椅子探偵（2002年） - 夏目恒美
- 相棒 season2 第3話「殺人晩餐会」（2003年10月29日） - 滝沢恵美
- 雨と夢のあとに（2005年） - 柏木ななえ
- 新・京都迷宮案内（2008年） - 上条緑
- パズル（2008年） - 広岡恵子
- 名探偵の掟 第八章「混浴温泉殺人」（2009年6月5日） - 青木正子
- ハガネの女（2011年） - 古田早苗
- 京都地検の女 第9シリーズ 最終話「あやの身に最大の危機が…！」（2013年9月5日） - 岩崎亜弥
- 緊急取調室 FIRST SEASON 第5話「3人のうるさい女」（2014年2月13日） - 松井蘭子
- 警視庁・捜査一課長 Season6 第3話「揚げたてコロッケの殺意!? 12種類のソースと謎の暗号」（2022年4月28日） - 揚田温子
- 警視庁捜査一課9係 season11 第1話「最強の宿敵、登場！死んだクマ男の秘密・幻の青いチューリップに宿る殺意！」（2016年4月6日） - 谷村祥子
- 家政夫のミタゾノ 第1シーズン 第4話「VS後妻業のオンナ!? 40歳下の若妻の秘密…下着に隠す10億円!!」（2016年11月11日） - 勅使河原益美
- おかしな刑事（2017年） - 長野弓枝
- 科捜研の女
  - season17 第6話「マリコの民泊」（2017年11月23日） - 浜野俊子
  - season19 第20話「納豆菌の女VS乳酸菌の女」（2019年11月14日） - 登矢奈津
  - season24 第2話「科学が解明!! 超美味ラーメン隠し味の涙」（2024年7月10日） - 新倉初美
- 大女優殺人事件（2018年） - 朱田〆子 役
- ヒモメン（2018年） - 森山圭子
- やすらぎの刻〜道（2020年） - 仲居・駒子
- 未解決の女 警視庁文書捜査官 シーズン2 第3話「名門高校クイズ殺人!! 国語教師の（秘）個人授業!?」 （2020年） - 唐木田美枝子
- 泣くな研修医（2021年4月24日 - 6月26日） - 吉川文枝
- 愛しい嘘〜優しい闇〜（2022年1月14日 - 3月4日） - 江波ヒロコ
- タカラのびいどろ（2024年） - 中野登美子[5]
- 素晴らしき哉、先生! 第1話「先生だって人間だ。」（2024年8月18日、朝日放送） - 小村悠馬の母[6]
- ザ・トラベルナース 第2シリーズ第4話（2024年11月7日） - 四谷純子[7]
- 土曜ワイド劇場
  - 信州八ヶ岳殺人事件（1987年3月21日、朝日放送）
  - 殺意のバカンス2（1996年6月8日） - 藤原明子
  - 探偵事務所IV（1996年9月7日） - 島崎みゆき
  - グルメ奥様とハイミス刑事の推理対決 - 大沢チコ
    - グルメ奥様とハイミス刑事の推理対決1（1997年5月10日）
    - グルメ奥様とハイミス刑事の推理対決2（1998年6月27日）

  - 終着駅シリーズ12「夜行列車」（2000年2月5日） - 中瀬恵子
  - 渡り番頭・鏡善太郎の推理 - 津田今日子
    - 渡り番頭・鏡善太郎の推理2（2001年6月2日）
    - 渡り番頭・鏡善太郎の推理3（2005年5月7日）

  - 科学捜査研究所・文書鑑定の女 - 矢野玲子
    - 警視庁科学捜査研究所・文書鑑定の女1（2002年2月2日）
    - 科学捜査研究所・文書鑑定の女2（2004年2月7日）
    - 科学捜査研究所・文書鑑定の女3（2006年2月25日）

  - 狩矢父娘シリーズ3「京都紅葉寺殺人事件」（2002年11月23日） - 多田翔子
  - 牟田刑事官事件ファイル31（2004年4月10日） - 沢辺久美子
  - 新・警視庁女性捜査班1（2006年6月10日） - 黒塚しのぶ
  - 温泉若おかみの殺人推理21（2009年10月24日） - 西岡史恵
  - 100の資格を持つ女7〜ふたりのバツイチ殺人捜査〜（2013年6月15日、朝日放送） - 北沢八重
  - 警視庁・捜査一課長〜ヒラから成り上がった最強の刑事!〜4（2015年5月23日） - 高科彩香
  - 弁護士 倉沢由法の事件ファイル（2017年1月21日、朝日放送） - 渡辺佳子
- 日曜ワイド
  - 欠点だらけの刑事 - 橋本紗代
    - 欠点だらけの刑事1（2018年2月4日）
    - 欠点だらけの刑事2（2021年9月22日）
- 日曜プライム
  - 検事・悪玉2（2018年6月10日） - 天野安恵

#### テレビ東京
- 幻十郎必殺剣 第5話「白い数珠の殺人者」（2008年2月22日） - お京
- ぱじ〜ジイジと孫娘の愛情物語（2013年） - 南明子
- 保育探偵25時〜花咲慎一郎は眠れない!!〜 第4話「子の心親知らず? 離婚問題で揺れる家族…幼き兄弟が流した涙の真相は」（2015年2月6日） - 奥田好実
- 孤独のグルメ Season5 第1話    （2015年10月3日）  - お母さん 役
- 執事 西園寺の名推理2 第7話「謎解きはディナーの前に」（2019年6月7日） - 桶川恵
- しょせん他人事ですから 〜とある弁護士の本音の仕事 - 西村倫子[8]
  - 第6話「中学生配信荒らし編（前編）」（2024年8月30日）
  - 第7話「中学生配信荒らし編（後編）」（2024年9月6日）
- 月曜プレミア8
  - 冤罪犯（2021年8月30日） - 田宮晴美

#### その他
- 30ハケン女が就職する方法（2010年）
- 松本清張ミステリー時代劇 第2話「七種粥」（2015年） - お絹

#### バラエティ
- あさイチ（2023年6月6日、NHK総合）

#### ナレーション
- 梶原善の「ビルぶら!レトロ探訪」（2022年10月 - 、BSフジ）

### 映画
- 男はつらいよ 寅次郎の青春（1992年、松竹）
- ケイゾク/映画 Beautiful Dreamer（2000年、東宝） - 大沢麻衣子
- Dolls（2001年、オフィス北野 / 松竹）
- 椿山課長の七日間（2006年、松竹） - 雄一の養母
- 松ヶ根乱射事件（2006年、ビターズ・エンド） - 富樫陽子
- マリッジリング（2007年） - 桑村優子
- 酔いがさめたら、うちに帰ろう。（2010年） - 石山看護師
- 女たちの都〜ワッゲンオッゲン〜（2012年） - 俊恵
- 過ぐる日のやまねこ（2014年） - 野村静恵（アキホの母）
- アゲイン 28年目の甲子園（2015年）
- 海賊とよばれた男（2016年） - 国岡智恵子
- テロルンとルンルン（2018年） - 上田陽子
- 望み（2020年10月9日）
- ラストターン 福山健二71歳、二度目の青春（2024年）[9]

### 舞台
- 2人の夫とわたしの事情（2010年）
- 手に砕け散る空の星（2012年）
- 英国王のスピーチ（2012年）
- 地獄のオルフェウス（2015年）
- 友達（2021年）
- ザ・ウェルキン（2022年）[10]
- シラの恋文（2023年 - 2024年公演予定）[11]
- A Bright New Boise（2024年）[12]
- リア王（2025年公演予定）[13]

### ラジオ
- FMシアター （NHK-FM）
  - リアル・バード（1992年11月21日）[14]
  - 800 ～ トゥー・ラップ・ランナーズ（1993年10月16日）[15]
  - コネコにコバン（1994年3月5日）[16]
  - タイムテーブル（1995年4月8日）[17]
  - オフレコ（2000年12月9日）[18]
  - 羽で鳴く男の話（2001年7月21日）[19]
  - あなたのそばで眠りたい（2004年2月21日）[20]
  - 海辺の姉妹（2006年7月1日）[21]
  - 父の帰宅（2007年12月1日）[22]
  - さよなら、コロポックル（2011年12月10日）[23]
  - 尋ね人（2016年5月7日）[24]
  - 『ともに帰らん』（2016年8月6日） - 鳥居房子 役[25]
  - 満天のゴール　前編・後編（2018年2月17日・24日）[26]
  - 恋するシェイクスピア（2020年11月28日）[27]
- ドラマスペシャル 「ソフィーの世界」前編（1996年1月14日、NHK-FM）[28]
- SOUNDS OF STORY〜ASADA JIRO LIBRARY〜　「冬の星座」（2014年12月20日、J-WAVE）[29]
- 劇ラヂ！ライブ2017「ふたり暮らし」（2017年5月5日、NHKラジオ第1・NHKラジオジャパン） - 希美 役[30]
- 青春アドベンチャー　柳生非情剣（2022年1月10日 - 14日、NHK-FM）[31]

### セミナー
- 公開セミナー　第51回名作の舞台裏『パパはニュースキャスター』 - ゲスト（2022年3月21日、関内ホール）[1][2][3]